# Camponotus indeflexus
Camponotus indeflexus é uma espécie de inseto do gênero Camponotus, pertencente à família Formicidae.